# G.222運輸機
Alenia的G.222為一種中型短場起降軍用運輸機。原本是為滿足北約的要求而研發，但最初只有義大利一個北約成員國採用此機。但是該機架構在1990年代與美國廠商合作改良，成為C-27J斯巴達人運輸機，並得到國際市場的青睞。
G.222設計採用了運輸機的常見構型：高單翼，雙渦輪旋槳發動機，尾部跳板。其裝貨甲板的尺寸是為標準的463L 貨盤而規劃；機艙底板設有一個供空投使用門；設有供醫療作業用的內置的輸氧系統；並在側門有為傘兵跳傘而設平台。

## 過往及當前用戶

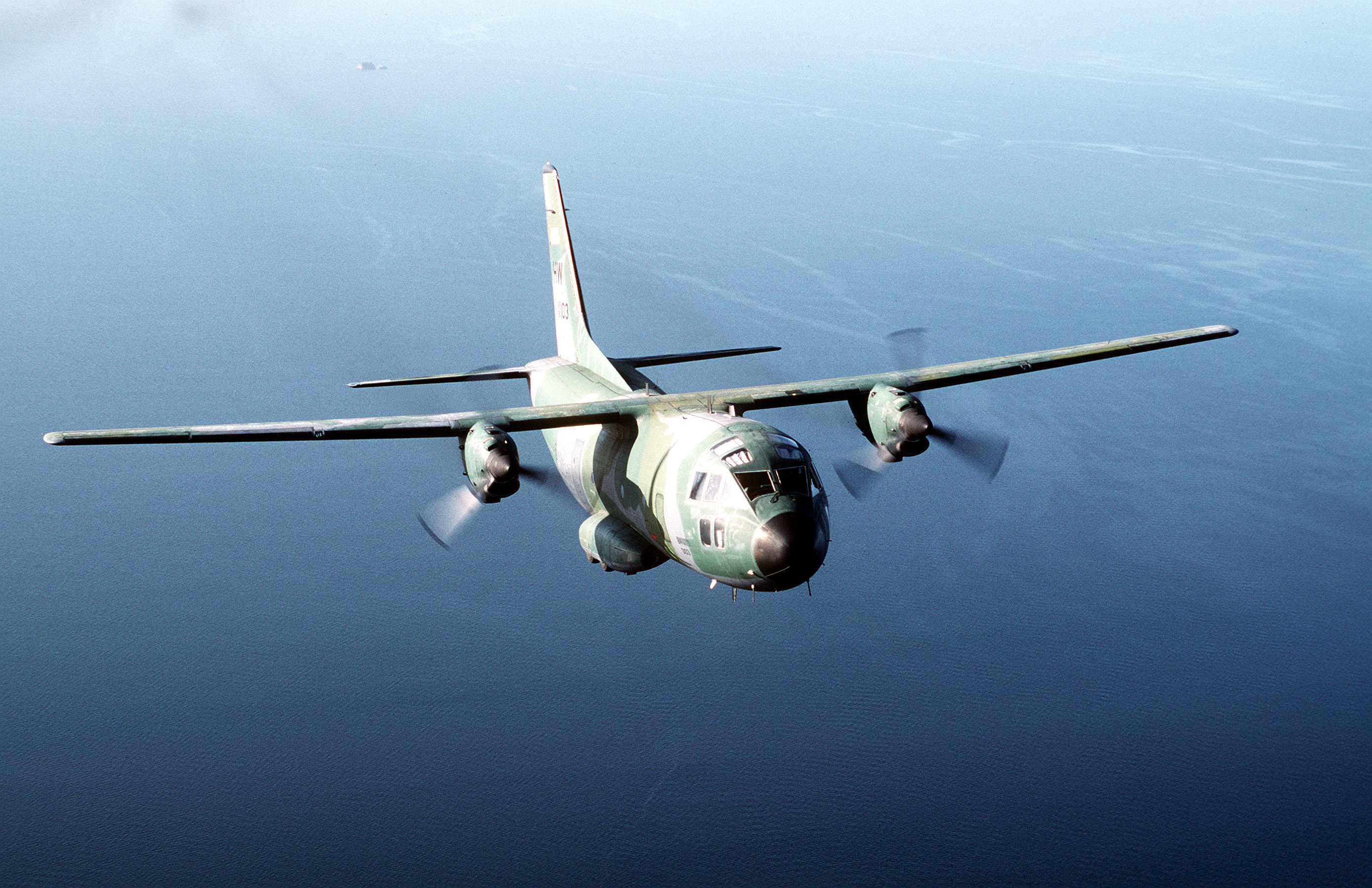
1995年時美軍G222

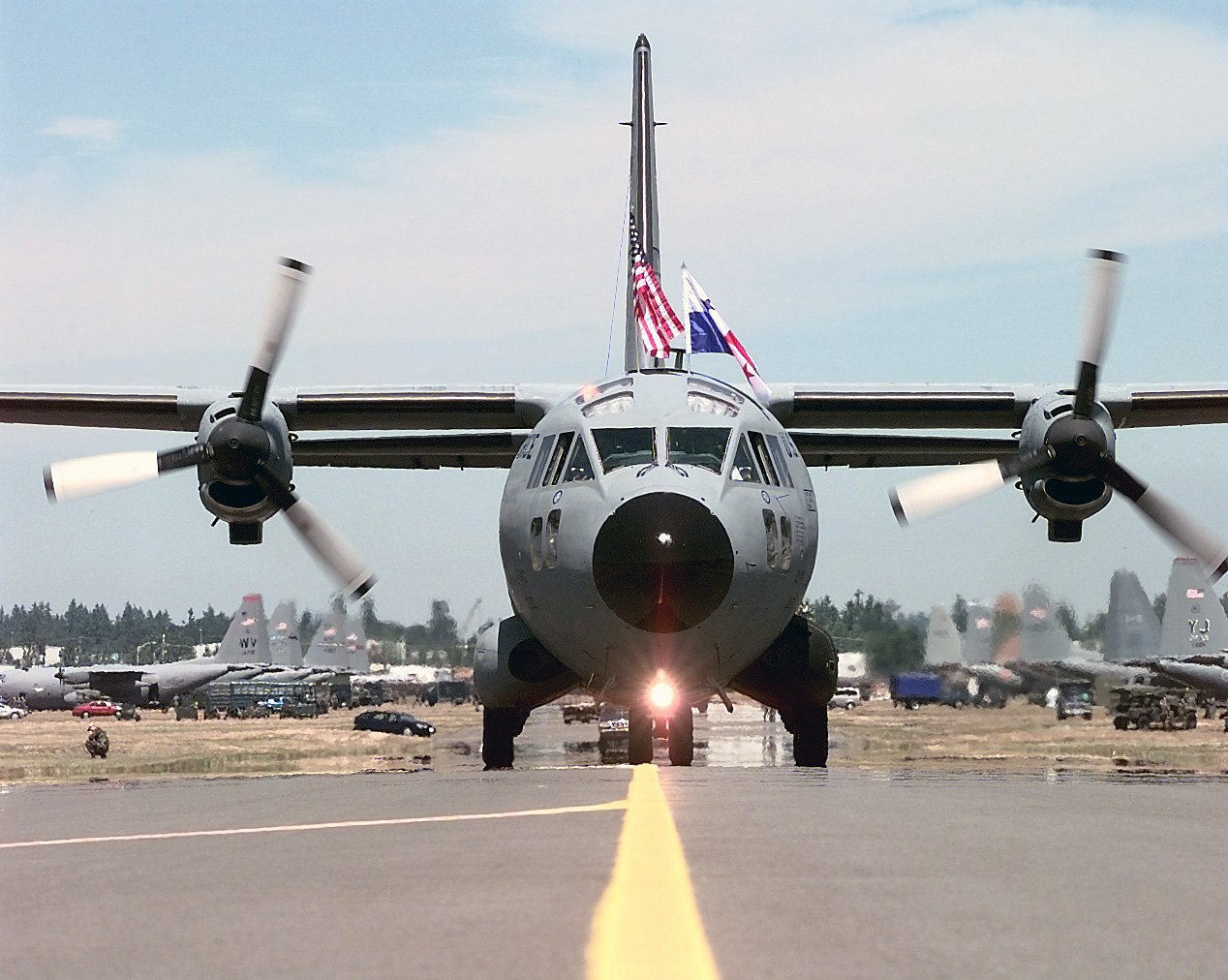
1998年C-27A

### 各種G.222機型系列與C-27A機型
- 阿根廷軍隊 (Comando Aviación Ejército Argentino)
- 阿聯酋
- 義大利
- 利比亞
- 奈及利亞
- 索馬里軍隊
- 泰國
- 突尼西亞
- 委內瑞拉
- 美國
- 阿富汗

### C-27J
- 希臘
- 義大利
- 保加利亞-5台，將於2011年前陸續運抵
- 立陶宛-3

羅馬尼亞購買了七台，打算於2008年2月取代An-24及An-26運輸機，不過這宗購買在2007年2月取消 

## 性能諸元(G.222)
基本信息
- 机组：3員： 機長，副機司，裝卸長
- 容量：5,500公斤 （12,100 磅貨物），34名士兵 或 24副擔架

性能

## 参見
类似型号
- 運-7
- 安-24
- 安-26
- 安-32
- 伊爾-112
- CN-235
- C-295

## 外部連結
- Alenia Canadian website advocating C-27J
- GMAS website promoting C-27J for the U.S. Army and Air Force JCA Program
- CdnMilitary.ca Article on the C-27J Spartan

## 相關
类似型号
- C-160
- An-72
- 运七
- An-24